# 巴尔马德里德
巴尔马德里德，是西班牙阿拉贡自治区萨拉戈萨省的一个市镇。 总面积51平方公里，总人口74人（2001年），人口密度1人/平方公里。